# 전태일기념관
전태일기념관(全泰壹記念館)은 전태일기념사업회에서 주관운영하는 노동운동가 전태일의 생애와 업적을 전시하는 기념관이다. 2019년 4월 30일에 개관하였으며 서울특별시 종로구 청계천로에 있다.

## 개요
1970년 11월 13일 오후 1시 30분경 박정희 정부 시절에 근로기준법 준수를 외치며 분신 시위를 하다가 향년 22세로 세상을 떠난 노동운동가 전태일의 생애와 업적을 전시하고 있으며 당시 청계천 평화시장에서 재봉사로 일하며 노동자들의 혹사와 차별 등을 고발하고 노동자들의 인권보호와 처우개선 등을 요구하였던 내용을 전시하고 있다.
1981년에 전태일기념관건립추진위원회가 발족하면서 기념관 건립 사업이 추진되었고 2019년 4월 30일에 정식 개관했다. 건물은 기존에 있는 청계천 앞에 있는 건물을 리모델링하였으며 건물 외관에 1969년 당시 정부 앞으로 보낸 서면의 내용을 입체적으로 표현하였고 건물 아래에 전태일 조형상이 있다.

## 전시 내용
- 가난의 삶 그리고 서울에서의 첫 재봉사 직업
- 고된 출퇴근길과 야간통행금지 적발
- 노동자들의 인권호소와 바보회, 삼동회 결성
- 언론을 통해서 세상에 알려진 노동자들의 실태
- 정부에 호소하는 노동자들의 인권실태
- 태일피복 설립 계획과 노동자들의 인권 보호
- 근로기준법 보장과 분신 시위
- 어머니 이소선 여사에게서의 유언 그리고 계승
- 노동자의 어머니 이소선 여사
- 전태일 사후의 노동운동
- 전태일 및 한국 현대사를 소재로 한 도서 전시
- 이소선 여사 표창장과 훈장 전시

## 찾아오는 길
- 1,3,5호선 종로3가역 또는 2,3호선 을지로3가역에서 하차하여 청계천 방향으로 직진

## 같이 보기
- 전태일